# Fabian Burdenski
Fabian-Herbert Burdenski (ur. 23 września 1991 w Bremie) – niemiecki piłkarz grający na pozycji defensywnego pomocnika w SSV Jeddeloh.

## Kariera piłkarska
Jako junior występował w TSV Heiligenrode, Brinkumer SV i Werderze Brema (2008–2010). W sezonie 2010/2011 był zawodnikiem czwartoligowego FC Oberneuland, w barwach którego rozegrał 14 meczów i zdobył jedną bramkę w rozegranym 15 maja 2011 spotkaniu z Chemnitzer FC (1:2). W rundzie jesiennej sezonu 2011/2012 grał w piątoligowym VfB Oldenburg. Następnie przeszedł do 1. FC Magdeburg, w którym przez kolejne półtora roku rozegrał 34 mecze w Regionallidze (czwarty poziom rozgrywkowy).
W lipcu 2013 przeszedł do Wisły Kraków, z którą podpisał roczny kontrakt. W Ekstraklasie zadebiutował 29 lipca 2013 w spotkaniu z Koroną Kielce (3:2), w którym zmienił w 90. minucie Patryka Małeckiego. W sezonie 2013/2014 rozegrał w najwyższej polskiej klasie rozgrywkowej osiem meczów (w sześciu z nich wchodził na boisko z ławki rezerwowych). Wystąpił także w jednym spotkaniu Pucharu Polski (16 sierpnia 2013 z Zagłębiem Sosnowiec). Rozegrał ponadto osiem meczów w trzecioligowych rezerwach krakowskiego klubu, zdobywając jedną bramkę w spotkaniu z Dalinem Myślenice (1:3; 16 kwietnia 2014). W lipcu 2014 przeszedł do grającego w 2. Bundeslidze FSV Frankfurt. W październiku 2014 doznał kontuzji, która wykluczyła go z gry na kilka miesięcy. W sezonie 2014/2015 nie wystąpił w żadnym meczu. We wrześniu 2015 przeszedł do Rot-Weiß Erfurt. W sezonie 2015/2016 rozegrał w 3. Lidze jedno spotkanie. W sezonie 2016/2017 ponownie występował w FSV Frankfurt – rozegrał w nim sześć meczów.
Na początku lipca 2017 podpisał dwuletni kontrakt z Koroną Kielce. W kieleckiej drużynie zadebiutował 22 lipca 2017 w meczu z Legią Warszawa (1:1). Pierwszą bramkę dla Korony zdobył 29 listopada 2017 w wygranym meczu rewanżowym 1/4 finału Pucharu Polski z Zagłębiem Lubin (2:0). Rundę jesienną sezonu 2017/2018 zakończył z siedmioma spotkaniami w Ekstraklasie na koncie. W styczniu 2018 nie rozpoczął z Koroną przygotowań do kolejnego etapu rozgrywek i nie został włączony do kadry kieleckiego zespołu na rundę wiosenną.
| Sezon                   | Klub            | Kraj   | Rozgrywki     | Poziom | Mecze | Bramki |
| ----------------------- | --------------- | ------ | ------------- | ------ | ----- | ------ |
| 2010/2011               | FC Oberneuland  | Niemcy | Regionalliga  | IV     | 14    | 1      |
| 2011/2012 (j)           | VfB Oldenburg   | Niemcy | Oberliga      | V      | 15    | 0      |
| 2011/2012 (w)           | 1. FC Magdeburg | Niemcy | Regionalliga  | IV     | 8     | 0      |
| 2012/2013               | 1. FC Magdeburg | Niemcy | Regionalliga  | IV     | 26    | 0      |
| 2013/2014               | Wisła Kraków    | Polska | Ekstraklasa   | I      | 8     | 0      |
| 2014/2015               | FSV Frankfurt   | Niemcy | 2. Bundesliga | II     | 0     | 0      |
| 2015/2016               | Rot-Weiß Erfurt | Niemcy | 3. Liga       | III    | 1     | 0      |
| 2016/2017               | FSV Frankfurt   | Niemcy | 3. Liga       | III    | 6     | 0      |
| 2017/2018 (j)           | Korona Kielce   | Polska | Ekstraklasa   | I      | 7     | 0      |
| Stan na 15 grudnia 2017 |                 |        |               |        |       |        |

## Życie prywatne
Syn Dietera Burdenskiego, wnuk Herberta Burdenskiego.